# Јоукум (Тексас)
Јоукум (енгл. Yoakum) град је у америчкој савезној држави Тексас. По попису становништва из 2010. у њему је живело 5.815 становника.

## Демографија
Према попису становништва из 2010. у граду је живело 5.815 становника, што је 84 (1,5%) становника више него 2000. године.
| Група             | 2000.         | 2010.         |
| Белци             | 3.067 (53,5%) | 2.613 (44,9%) |
| Афроамериканци    | 681 (11,9%)   | 599 (10,3%)   |
| Азијати           | 10 (0,2%)     | 14 (0,2%)     |
| Хиспаноамериканци | 1.942 (33,9%) | 2.546 (43,8%) |
| Укупно            | 5.731         | 5.815         |